# Ясиньский, Анджей
Анджей Ясиньский (пол. Andrzej Jasiński; род. 23 октября 1936, Ченстохова) — польский пианист и музыкальный педагог.
Окончил Катовицкую Высшую школу музыки (1959) у Владыславы Маркевичувны, в последующие два года учился в Париже у Магды Тальяферро. С 1961 года преподавал в Катовицкой музыкальной академии, в 1973—1996 годах возглавлял кафедру фортепиано. Среди учеников Ясиньского, в частности, Крыстиан Цимерман, Ежи Стерчиньский, Джоанна Доманская и другие.
Был председателем жюри 14-го, 15-го и 16-го Конкурсов пианистов имени Шопена.
В 1979—1982 годах — профессор Штутгартской высшей школы музыки и театра.

## Награды и признание
- Командор ордена Возрождения Польши.
- Кавалер ордена Возрождения Польши.
- Золотая Медаль «За заслуги в культуре Gloria Artis».
- Первая премия на Международном конкурсе пианистов в Барселоне (1960).
- Премия имени Кароля Мярки (1995).
- Почётный доктор Катовицкой музыкальной академии (14.12.2006)
- Почётный доктор Музыкального университета Ф. Шопена в Варшаве (2007).